# Chimarra butleri
Chimarra butleri is een schietmot uit de familie Philopotamidae. De soort komt voor in het Nearctisch gebied.